# ديف سميث (لاعب كرة قدم أمريكية، مواليد 1933)
ديف سميث (بالإنجليزية: Dave Smith)‏ هو مدرب رياضي أمريكي، ولد في 3 مارس 1933 في لوكهارت في الولايات المتحدة، وتوفي في 29 أغسطس 2009 في غرانبوري في الولايات المتحدة بسبب سرطان.